# Jonas Widschwendter
Jonas Widschwendter (* 7. September 1993 in Wörgl, Österreich) ist ein österreichischer Trial-Motorrad-Fahrer und zweifacher Österreichischer Staatsmeister.

## Biografie
Widschwendter begann seine Karriere als Trial-Motorrad-Fahrer, mit dem Trial-Fahrrad-Sport. Ab 2005 nahm er an der OLT-Trials, welche die österreichische Trial Meisterschaft ist, teil und belegte in seiner Klasse den 1. Platz.

## Werdegang
Neben der österreichischen Meisterschaft begann Widschwendter in darauf folgenden Jahren an weiteren Meisterschaften teilzunehmen. Im Jahr 2006 startete Widschwendter zusätzlich beim Alpenpokal Deutschland und belegt auch hier Platz 1. Darauf folgend nahm er ab dem Jahr 2008 zusätzlich an der Deutschen Meisterschaft teil und fuhr im 1. Jahr auf den 2. Platz. Seit 2011 ist Widschwendter auch Teilnehmer der Europameisterschaft und der Weltmeisterschaft mit mehreren Top-10-Plätzen.

## Erfolge

### Österreichische Meisterschaft Trial
- 2005: Platz 1 (Klasse 4)
- 2006: Platz 1 (Klasse 3)
- 2007: Platz 1 (Klasse 2)
- 2008: Platz 2 (Klasse 1)
- 2009: Platz 1 (Klasse 1)
- 2010: Platz 1 (Klasse 1)
- 2011: Platz 1 (Klasse 1)

### Alpenpokal Trial (Deutschland)
- 2006: Platz 1 (Klasse 3)
- 2007: Platz 1 (Klasse 2)
- 2008: Platz 2 (Klasse 1)
- 2009: Platz 3 (Klasse 1)
- 2010: Platz 1 (Klasse 1)

### Deutsche Meisterschaft Trial
- 2008: Platz 2 (Klasse 3)
- 2010: Platz 2 (Klasse 2)
- 2011: Platz 5 (Klasse 1)

### Goass WM (Saalbach Hinterglemm)
- 2011: Platz 1 (Lauf: Goass-WM/GRÜN)[2]
- 2011: Platz 8 (Lauf: Goass-King)[3]
- 2012: Platz 4 (Lauf: Goass-King)[4]
- 2012: Platz 7 (Lauf: Goass-WMI/ROT)[5]

### Europameisterschaft Trial
- 2011: mehrere Top-10-Plätze in Einzelläufen

### Weltmeisterschaft Trial
- 2011: mehrere Top-10-Plätze in Einzelläufen